# José Antonio Garrido Lima

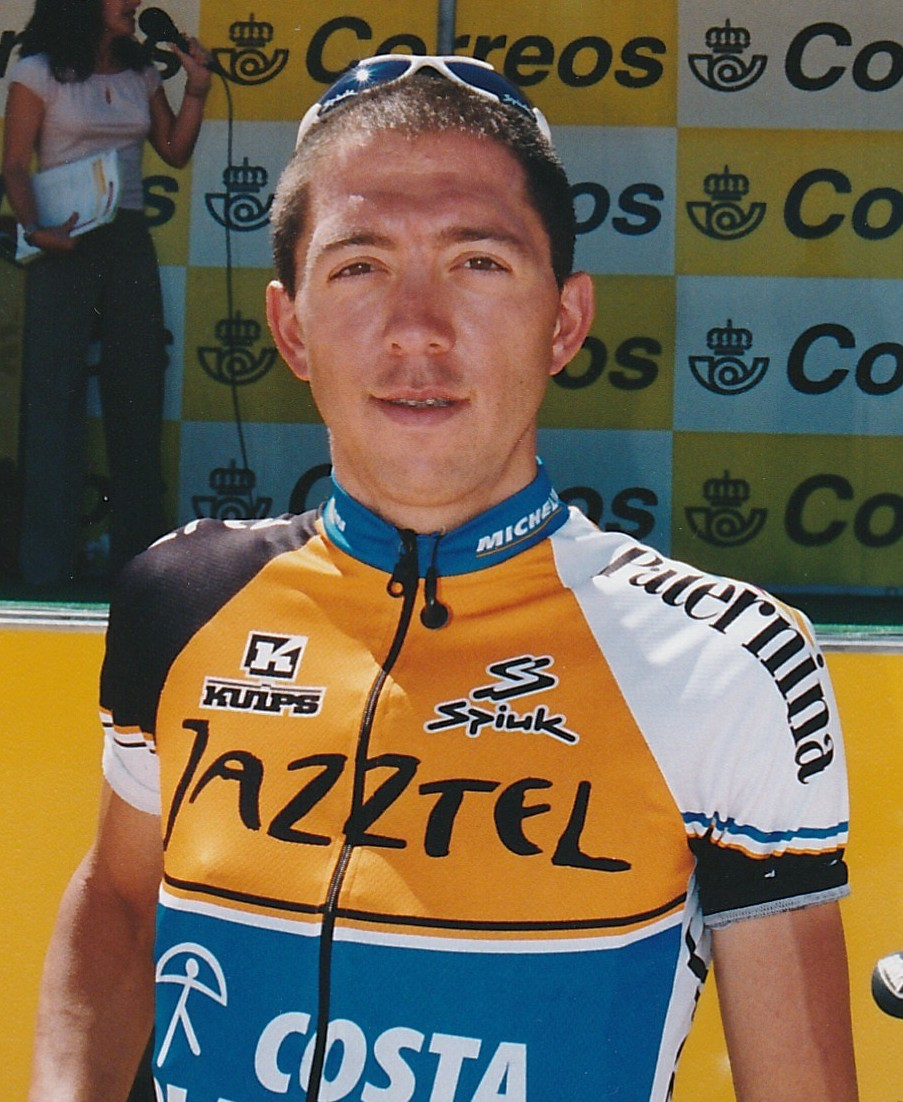

José Antonio Garrido Lima (nacido el 28 de noviembre de 1975 en Miravalles, Vizcaya) es un exciclista español. Hizo su debut como profesional en el año 1999 con el equipo Benfica.
Fue un afamado y respetado gregario dentro del pelotón.

## Palmarés
2000
- 1 etapa de la Vuelta a Portugal

2002
- 1 etapa de la Volta a Cataluña

2003
- 1 etapa de la Clásica de Alcobendas

## Resultados en Grandes Vueltas
Durante su carrera deportiva ha conseguido los siguientes puestos en las Grandes Vueltas:
| Carrera         | 1999  | 2000 | 2001 | 2002 | 2003 | 2004 | 2005  | 2006  | 2007 | 2008 |
| --------------- | ----- | ---- | ---- | ---- | ---- | ---- | ----- | ----- | ---- | ---- |
| Giro de Italia  | -     | -    | -    | -    | -    | -    | 121.º | 134.º | -    | -    |
| Tour de Francia | -     | -    | -    | -    | -    | -    | -     | -     | -    | -    |
| Vuelta a España | 101.º | -    | -    | 36.° |      | 98.º | 54.°  | 59.º  | -    | -    |

-: no participa

Ab.: abandono

## Equipos
- Benfica (1999-2000)
- Costa de Almería (2001-2003)
  - Jazztel-Costa de Almería (2001-2002)
  - Paternina-Costa de Almería (2003)
- Quick Step (2004-2006)
- LA-MSS (2007-2008)